# 莫力庙苏木
莫力庙苏木，是中华人民共和国内蒙古自治区通辽市科尔沁区下辖的一个苏木乡镇。

## 行政区划
莫力庙苏木下辖以下地区：
莫力庙嘎查、小街基嘎查、金家窑嘎查、吗林格日嘎查、新艾力嘎查、福巨嘎查、布仁巴雅尔嘎查、少林敖包嘎查、稻田村、关家窑村、辽丰村、福发屯村、李家围子村、胜利村、张家大院村、徐家窑村、王家油坊村、孙家大院村、莫力庙水库生活区和莫力庙林场。